# FIH Hockey World League/2012–2013
Die erste Austragung der Hockey World League begann im August 2012 und endete im Januar 2014. Bei den Herren wurden insgesamt 16, bei den Damen 13 Turniere in vier Runden ausgetragen. Sowohl bei den Herren als auch bei den Damen gewannen die Niederlande den Wettbewerb.

## Format
Der Wettbewerb umfasste einen Zyklus von zwei Jahren und bestand aus vier Runden. In den Runden wurden unterschiedlich viele Turniere an unterschiedlichen Orten gespielt.
- Runde 1 wurde in lokalen Turnieren gespielt. Um die Reisekosten für kleinere Länder klein zu halten, variierten die Anzahl der Turniere, der Teilnehmer und der Qualifikanten für die nächste Runde.
- Runde 2 bestand aus vier Turnieren mit jeweils sechs Teilnehmern, die in einer Gruppe spielten. Die in der Weltrangliste auf den Plätzen 9 bis 16 liegenden Nationen waren direkt für diese Runde qualifiziert.
- Runde 3 – Die in der Weltrangliste auf den Plätzen 1 bis 8 geführten Nationen stiegen erst hier in den Wettbewerb ein. Es wurden zwei Turniere (Halbfinale) mit je acht Teilnehmern gespielt. Zunächst wurde in zwei Gruppen gespielt, anschließend folgten Platzierungsspiele. Diese beiden Turniere dienten auch zur Qualifikation für die gemeinsamen Hockey-Weltmeisterschaften 2014 in Den Haag der Damen und der Herren.
- Runde 4 – Zum Abschluss des Wettbewerbs spielten die besten acht Nationen ein Turnier im selben Modus wie die Halbfinals in Runde 3.

### Besondere Punkte-Regel
In der World League 2012–2013 galt in den Runden 1 und 2 eine besondere Punkte-Regel für die Gruppenspiele: bei einem Unentschieden gab es ein Penalty-Schießen. Der Sieger erhielt zwei Punkte, der Verlierer einen. Für einen Sieg im Spiel gab es wie bisher drei Punkte.

## Herren
Sieger wurde die niederländische Mannschaft mit einem 7:2-Finalsieg am 18. Januar 2014 in Delhi gegen Neuseeland. Das deutsche Team belegte den siebten Platz.
Runde 3: Russland belegte zwar den zweiten Platz in einem Turnier der Runde 2, konnte sich aber nicht für die nächste Runde qualifizieren, weil es in der Weltrangliste von allen Zweiten am schlechtesten positioniert war. Malaysia erhielt als Gastgeber einen Startplatz.
Für die Weltmeisterschaft 2014 in Den Haag qualifizierten sich aus dem ersten Halbfinale Belgien, Neuseeland, Spanien und Indien, aus dem zweiten Halbfinale England und Malaysia. Denn Australien, Deutschland, Argentinien und Korea wurden Kontinentalmeister und die Niederlande waren als Gastgeber qualifiziert. Indien erhielt den Vorrang vor dem anderen Gruppen-Sechsten Japan, weil es in der Weltrangliste besser positioniert war.
Runde 4: Neuseeland qualifizierte sich für Runde 4, weil es in der Weltrangliste besser positioniert war als Korea, der Vierte des anderen Runde-3-Turniers. Indien war als Gastgeber teilnahmeberechtigt.
Nationen, die sich für die nächste Runde qualifiziert haben, sind fett markiert.
| Zeitraum             | Ort                                | Teilnehmer und Platzierung                                                                                      |
| Runde 1              | Runde 1                            | Runde 1 |
| -------------------- | ---------------------------------- | --- |
| 17.08. – 19.08.2012  | Prag, Tschechien                   | 1. Polen, 2. Ukraine, 3. Weißrussland, 4. Tschechien                                                            |
| 31.08. – 02.09.2012  | Singapur                           | 1. Bangladesch, 2. Hongkong, 3. Singapur, 4. Thailand                                                           |
| 07.09. – 09.09.2012  | Cardiff, Wales                     | 1. Irland, 2. Österreich, 3. Wales, 4. Schweden                                                                 |
| 07.09. – 09.09.2012  | Accra, Ghana                       | 1. Ägypten, 2. Ghana, 3. Nigeria                                                                                |
| 25.09. – 30.09.2012  | Lousada, Portugal                  | 1. Schottland, 2. Portugal, 3. Gibraltar, 4. Italien, 5. Marokko                                                |
| 13.09. – 17.09.2012  | Port of Spain, Trinidad und Tobago | 1. Trinidad und Tobago, 2. Chile, 3. Barbados, 4. Venezuela                                                     |
| 16.09. – 18.09.2012  | San Diego, USA                     | 1. USA, 2. Mexiko, 3. Guatemala                                                                                 |
| 27.11. – 02.12.2012  | Doha, Katar                        | 1. Aserbaidschan, 2. Sri Lanka, 3. Oman, 4. Türkei                                                              |
| 08.12. – 15.12.2012  | Suva, Fidschi                      | 1. Fidschi, 2. Papua-Neuguinea, 3. Vanuatu                                                                      |
| Runde 2              |                                    | |
| 18.02. – 24.02.2013  | Neu-Delhi, Indien                  | 1. Indien, 2. Irland, 3. Bangladesch, 4. China, 5. Oman, 6. Fidschi                                             |
| 18.02. – 24.02.2013  | Rio de Janeiro, Brasilien          | 1. Argentinien, 2. Südafrika, 3. Chile, 4. Trinidad und Tobago, 5. USA, 6. Brasilien                            |
| 06.05. – 12.05.2013  | Saint-Germain-en-Laye, Frankreich  | 1. Belgien, 2. Frankreich, 3. Kanada, 4. Schottland, 5. Polen, 6. Portugal                                      |
| 27.05. – 02.06.2013  | Elektrostal, Russland              | 1. Japan, 2. Russland, 3. Ukraine, 4. Österreich, 5. Ägypten, 6. Tschechien                                     |
| Runde 3 (Halbfinale) |                                    | |
| 13.06. – 23.06.2013  | Rotterdam, Niederlande             | 1. Belgien, 2. Australien, 3. Niederlande, 4. Neuseeland, 5. Spanien, 6. Indien, 7. Irland, 8. Frankreich       |
| 29.06. – 07.07.2013  | Johor, Malaysia                    | 1. Deutschland, 2. Argentinien, 3. England, 4. Korea, 5. Malaysia, 6. Japan, 7. Pakistan, 8. Südafrika          |
| Runde 4 (Finale)     |                                    | |
| 10.01. – 18.01.2014  | Delhi, Indien                      | 1. Niederlande, 2. Neuseeland, 3. England, 4. Australien, 5. Belgien, 6. Indien, 7. Deutschland, 8. Argentinien |

## Damen
Sieger wurde die niederländische Mannschaft mit einem 5:1-Sieg am 8. Dezember 2013 in Tucumán gegen Australien. Das deutsche Team belegte den siebten Platz.
Für die Weltmeisterschaft 2014 in Den Haag qualifizierten sich aus dem ersten Halbfinale Korea, Neuseeland und Belgien, die in der Weltrangliste vor Italien rangierte, aus dem zweiten Halbfinale England, China und die USA. Als Gastgeber waren die Niederlande qualifiziert, Kontinentalmeister wurden Deutschland, Japan, Australien und Argentinien.
Runde 4: Neuseeland qualifizierte sich für Runde 4, weil es in der Weltrangliste mit Platz 3 besser positioniert war als jeder mögliche Vierte des anderen Runde-3-Turniers. Alle Teilnehmer des anderen Turniers mit Ausnahme von Argentinien, die als Gastgeber dabei waren, lagen hinter Neuseeland.
Nationen, die sich für die nächste Runde qualifiziert haben, sind fett markiert.
| Zeit                 | Ort                                | Teilnehmer und Platzierung                                                                                   |
| Runde 1              | Runde 1                            | Runde 1 |
| -------------------- | ---------------------------------- | --- |
| 14.08. – 19.08.2012  | Prag, Tschechien                   | 1. Weißrussland, 2. Tschechien, 3. Italien, 4. Schottland, 5. Frankreich, 6. Türkei                          |
| 07.09. – 09.09.2012  | Accra, Ghana                       | 1. Ghana, 2. Nigeria                                                                                         |
| 14.09. – 16.09.2012  | Kuantan, Malaysia                  | 1. Malaysia, 2. Kasachstan, 3. Sri Lanka, 4. Singapur                                                        |
| 18.09. – 23.09.2012  | Wien, Österreich                   | 1. Belgien, 2. Russland, 3. Ukraine, 4. Österreich, 5. Litauen, 6. Wales                                     |
| 11.09. – 17.09.2012  | Port of Spain, Trinidad und Tobago | 1. Kanada, 2. Uruguay, 3. Trinidad und Tobago, 4. Venezuela, 5. Guayana, 6. Barbados                         |
| 08.12. – 15.12.2012  | Suva, Fidschi                      | 1. Fidschi, 2. Papua-Neuguinea, 3. Samoa, 4. Vanuatu                                                         |
| Runde 2              |                                    | |
| 21.01. – 27.01.2013  | Kapstadt, Südafrika                | 1. Südafrika, 2. Belgien, 3. Aserbaidschan, 4. Österreich, 5. Ghana                                          |
| 18.02. – 24.02.2013  | Neu-Delhi, Indien                  | 1. Indien, 2. Japan, 3. Malaysia, 4. Russland, 5. Kasachstan, 6. Fidschi                                     |
| 25.02. – 03.03.2013  | Valencia, Spanien                  | 1. Italien, 2. Spanien, 3. Weißrussland, 4. Irland, 5. Tschechien                                            |
| 04.03. – 10.03.2013  | Rio de Janeiro, Brasilien          | 1. USA, 2. Chile, 3. Schottland, 4. Uruguay, 5. Trinidad und Tobago, 6. Brasilien                            |
| Runde 3 (Halbfinale) |                                    | |
| 13.06. – 22.06.2013  | Rotterdam, Niederlande             | 1. Deutschland, 2. Niederlande, 3. Korea, 4. Neuseeland, 5. Japan, 6. Belgien, 7. Indien, 8. Chile           |
| 22.06. – 30.06.2013  | London, England                    | 1. Australien, 2. England, 3. Argentinien, 4. China, 5. USA, 6. Italien, 7. Südafrika, 8. Spanien            |
| Runde 4 (Finale)     |                                    | |
| 30.11. – 08.12.2013  | Tucumán, Argentinien               | 1. Niederlande, 2. Australien, 3. England, 4. Argentinien, 5. Neuseeland, 6. China, 7. Deutschland, 8. Korea |